# Martín Karadagian
Martín Karadayijan (Buenos Aires; 30 de abril de 1922 - Ibídem; 27 de agosto de 1991) más conocido por su nombre artístico Martín Karadagián, fue un deportista, luchador profesional y actor argentino, era creador y protagonista del espectáculo televisivo titulado Titanes en el Ring.

## Primeros años
Era hijo de inmigrantes, el  armenio Hamparzun Karadayijan (de oficio carnicero) y la española Paulina Fernández; aprendió lucha grecorromana desde joven.

## Carrera en el espectáculo
Karadagián empezó a luchar durante los años 40, en los espectáculos de lucha libre realizados en el Luna Park. Tuvo una larga rivalidad con El Hombre Montaña, quien, de hecho, fue uno de sus entrenadores.
Martin Karadagián luchó en Estados Unidos de agosto a diciembre de 1949 luchando en la ciudad de Nueva York y las ciudades circundantes de la costa este como Asbury Park, Nueva Jersey, Pottsville, Pensilvania y Passaic. Luchó bajo el nombre de "The Mighty Karadagián" (a menudo mal escrito Karadijian). También ostentaba el apodo de "The Wild Man of South America". Estuvo invicto durante este tiempo derrotando a hombres como Marvin Mercer, Mike Clancy, Steve Karras, The Golden Superman y Sam Berg.
El 10 de agosto de 1957, enfrentó al boxeador José Gatica en La bombonera, en un encuentro publicitado como el primer combate entre un luchador profesional y un boxeador. Karadagián terminó ganando la lucha, de la cual Gatica salió con una lesión legitima en una de sus piernas, presumiblemente causada de forma intencional por Karadagián.
Comenzó su carrera como actor en Reencuentro con la gloria, de 1957, un drama dirigido por Iván Grondona en que representaba el papel de un luchador en decadencia, que accidentalmente mata a un contrincante en el ring. Seducido por el medio, al año siguiente apareció junto a Alberto Olmedo en Las aventuras del Capitán Piluso en el castillo del terror, pero para entonces ya había encontrado su veta definitiva: fascinado por los espectáculos de lucha en el Luna Park, en 1962 creó la troupe de Titanes en el Ring, que lograría un éxito enorme en la televisión argentina y unos años más tarde, en toda América Latina con la participación de excepcionales luchadores.
Dentro del espectáculo de los Titanes, el personaje que desempeñaba Karadagián era el de campeón del mundo de lucha libre, quien tenía un secretario llamado Joe Galera y una admiradora conocida como La viudita de las flores rojas. Luchaban en el Luna Park. 
En un encuentro entre Karadagián y La Momia, el Canal 9 inauguró su primer móvil de exteriores. El espectáculo fue transmitido por televisión durante años, además de realizarse dos películas para cine.

## Muerte

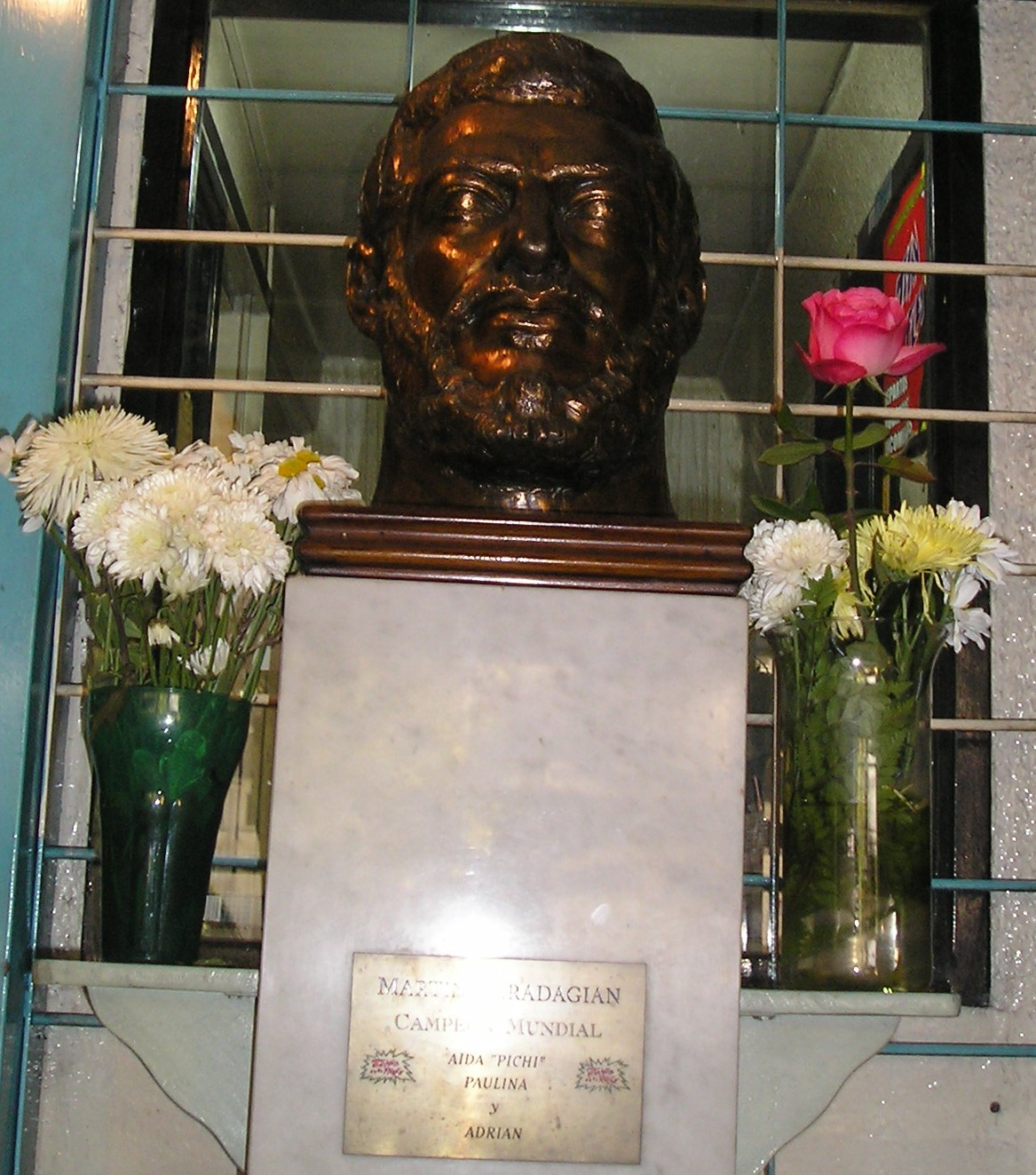
Su busto en la calle Pacheco de Melo.

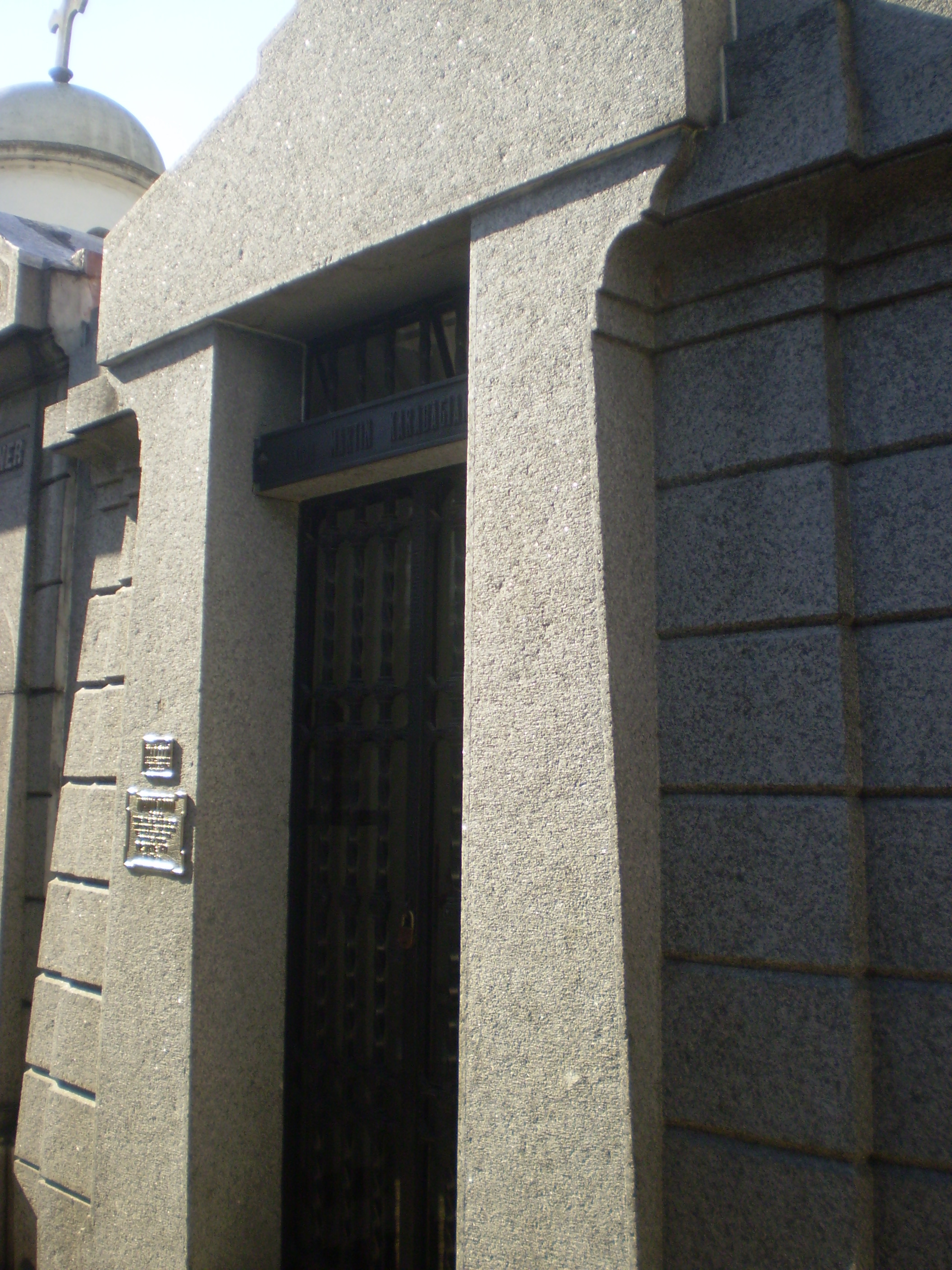
Su tumba en la Recoleta.

Martín Karadagián murió el 27 de agosto de 1991 en la clínica Agote de la ciudad de Buenos Aires, de un edema pulmonar a los 69 años de edad.
Desde mediados de los 80's Martín había sufrido la amputación de una de sus piernas por su diabetes, lo que le impidió seguir siendo el principal protagonista del recordado espectáculo familiar de "Titanes en el ring".
Murió a los 69 años, y sus restos están enterrados en el cementerio de Recoleta. Un busto en la calle Pacheco de Melo al 1800 realizado por la artista plástica Telma Membri (La viudita de las flores rojas), le rinde homenaje como una placa en la Plaza Inmigrantes de Armenia.
En 2008, fue inducido al Wrestling Observer Newsletter Hall of Fame, siendo el único sudamericano con tal reconocimiento. La decisión fue cuestionada por algunos seguidores de la publicación. En 2010, cuando se le cuestionó sobre su decisión de incluir a Karadagian en el salón de la fama, Dave Meltzer argumentó que el aporte de Karadagian a la lucha libre era "más importante que la mayoría de los miembros del Salón de la Fama".

## Campeonatos y logros
- Wrestling Observer Newsletter Hall of Fame (clase 2008)[7]

## Filmografía parcial
- Reencuentro con la gloria  (1962)
- El hombre invisible ataca  (1967)
- Titanes en el ring  (1973)
- Los superagentes y la gran aventura del oro (1980)
- Titanes en el ring contraataca (1984)